# 小小梦魇
《小小夢魘》是一款由Tarsier Studios开发并由万代南梦宫娱乐发行的解谜平台恐怖冒险游戏，于2017年4月28日上市，当时可在Microsoft Windows、PlayStation 4和Xbox One上进行游玩。2018年5月18日，此游戏登陆任天堂Switch平台。此游戏因其气氛、画质和音效获得了许多正面评语，但也被批评游戏保存系统的不佳和较短的游玩长度。续作《小小梦魇2》已於2021年2月發行。

## 剧情
一位名为小六（Six）的饥饿小女孩被困在了充满恐怖强大怪物的神秘船只——貪顎號（Maw）中。小六在较低的深处醒来后，她决定逃离这个令人不快的地方，开始了痛苦的旅程。过程中，貪顎號的长臂管理员监视着她，小六之后得知他曾经抓走小孩并在他们被杀后（杀手并非他）将他们挂在输送带上。她最终被管理员用食物诱惑并抓走，不过她之后成功逃走了。为了躲避他，小六用门将他的手给砍断，并通过输送带来到了由怪异的双胞胎厨师管理的巨大厨房。小六因饥饿而被迫生吃了一只老鼠。厨师们正在准备大晚宴，于是在小六出现在他们的视野时尝试杀了她。小六成功躲避他们后，她成功找到了逃脱的方法。
小六注意到一艘载着巨大肥胖的客人的小船，往贪颚号里一家日式风格的餐厅缓缓移动，此时贪颚号的领导人女士（也叫作艺妓）正在监视着他们。在艰难地经过了宴会和客人们后，小六开始饥饿了。其中一只nome小矮人（在贪颚号反复出现的居民）给了她一根香肠，但小六反而吃了nome小矮人。每一次只要小六吃东西，她的影子分身就会出现，表示她并没有那么简单。
小六继续前进，进入了女士的住处。女士在这高雅的家里住得非常丰富，但奇怪的是这屋子的房间里充满了破碎的镜子。拥有魔法力量的女士发现并开始追赶小六，小六找到并使用了一面镜子抵抗女士。成功打败她后，小六接近女士并咬下了她的颈，杀死她并获得了魔法力量。
小六走下楼来到了餐厅，她经过几张桌子，多颗奇怪的黑色粒子在她身边不断打转。客人注意到她的存在后，尝试吃了她，但在小六继续走下去时身旁黑色粒子像是吸收客人的能量般，突然抽搐且死亡，走至盡頭，小六打开了个有颗眼睛的大门，揭开了一个领至外面世界的大楼梯。在她离开了贪颚号的同时，几个叫做nome小矮人也跟上了。
在制作人员名单后，小六正坐在贪颚号的入口前，疑似等待救援中。与此同时在背景中，玩家也可以听到船上发出了雾角声。

## 貪顎號的秘密
开发商释出了名为《貪顎號的秘密》（Secrets of the Maw）的DLC三部曲，“以不同的角度”讲述了小六的冒险。第一章于2017年7月释出，而第二章和第三章则分别在2017年11月和2018年2月23日释出。

### 深渊
游戏开始时，一位被命名为“逃跑的小孩”的小男孩在黑暗中游泳，中途被拖下水中后便从噩梦中醒来了。他离开了托儿所后，发现到管理员正在追赶其中一个也在逃跑的小孩。主角跟随了一名也在逃跑的女孩，但她之后突然消失，只给他留下了一个手电筒。
小孩发现自己身处严重淹没的贪颚号深渊，于是尝试跳上正在漂浮的平台上。这个深渊其实是老奶奶的家，她生存在水底中并想尝试抓到小孩。她会撞上并摧毁小孩站着的平台上或是直接抓走待在水中太久的小孩。小孩把一架电视台推入水中电死老奶奶后，他找寻灯光的来源并发现了高大的木梯。小孩爬上去后却被管理员抓入了黑暗中。最后一幕中显示出小孩身处笼子里，身边同样被监禁的小孩里也包括了小六。管理员伸出长手拉走了小孩身处的笼子，与主游戏篇章《巢穴》中小六在笼子里醒来后看见的情景的相符合的。

### 藏匿之處
DLC的第二章标题为“藏匿之处”（The Hideaway），小孩和小矮人登场于这一章。小孩在被用钩子送去厨房的过程中尝试从被包裹起来的布條裡逃出来，掉到了贪颚号的新一层。在他找到的小矮人的帮助下，他来到了引擎房，在这里所有小矮人都被带来帮忙丢煤炭进火炉里。此章节的其中一个房间里有着和巢穴里相似的观察机器，小孩可以透过它来观察小六曾经来过的地方，他甚至发现到小六本身正在离开鞋之海。在过程中，小孩也发现了管理员。在找到所有小矮人后，引擎房后的巨大桶子电梯开始完全运作，载着小孩上到所有小矮人聚集的“藏匿之处”。之后，小孩透过墙壁上的裂缝离开，最终来到了女士身处的电梯顶端。

### 寂靜的畫室
章节在藏匿之处最尾端的女士身处电梯顶端开始。在小孩醒来并继续寻找出口的过程中，小孩发现自己人在女士的住所里，并最终找到一个放了几塑女士雕像的房间。打败几个影子小孩的同时解开拼图并找回三个遗失的雕像后，小孩发现女士正在房间里哭泣，看着镜子中的自己。玩家可得知女士有着可怕的样貌，解释了她戴着面具的原因。在住所的最后一个房间里，女士抓住了小孩并把他变成了一只小矮人。他之后陆续来到客人区和小六故事中小矮人给她香肠的房间。篇章以小孩站在香肠旁结束(此處暗示被小六誤吃的小矮人正是小孩)。游戏展示出《贪颚号的秘密》的制作人员名单的同时，它们最终被展示在电视机里，最终荧幕展示出了二代高瘦男子的模样。

## 发展
Tarsier Studios在2014年5月宣布了此游戏，但当时命名为《饥饿》（Hunger），且并没有计划在PlayStation 4平台发行。在2015年2月发布的游戏预告后，工程就失去了消息。直到2016年8月，万代南梦宫娱乐宣布他们获得了Tarsier的全球发行许可，当时游戏也被重命名成了《小小梦魇》。

## 回响
| 汇总媒体   | 得分                                   |
| ---------- | -------------------------------------- |
| Metacritic | (PC) 81/100 (PS4) 78/100 (XONE) 83/100 |

| 媒体            | 得分   |
| --------------- | ------ |
| Destructoid     | 8.5/10 |
| 电子游戏月刊    | 4/10   |
| Game Informer   | 9/10   |
| Game Revolution | [ 13 ] |
| GamesRadar+     | [ 14 ] |
| GameSpot        | 8/10   |
| IGN             | 8.8/10 |
| PC Gamer美国    | 78/100 |
| Polygon         | 8.5/10 |
| VideoGamer.com  | 9/10   |

根据电子游戏评价汇总媒体Metacritic，《小小梦魇》获得了“基本正面”的评价。
Destructoid的评论家表示“《小小梦魇》前所未有的悬念让我着迷了起来”，并以满分10分给予了8.5分的分数。《电子游戏月刊》则给了4/10的分数，解释“杰出的气氛是不足以拯救一个完全没有任何挑战的解谜平台游戏的。虽然小六有着伤心的故事，但我不喜欢的原因实际上不是因为她的冒险是在洞穴中开始，而是开发者没有成功让我去关心”。
Game Revolution则也给了3.5颗星（最多5星），表示“《小小梦魇》看来有着双重的意义。一方面，游戏玩法是个噩梦，定期地测试你的耐心和继续前进的决意。另一方面，气氛和音效设计非常恐怖，恐怖游戏迷绝对会喜欢”。GamesRadar则给予了5星满4星的评分，表示“《小小梦魇》可能会多次让你紧张起来，但它的意象将会钻入你的脑袋中永不离开”。
至于IGN则打了8.8/10分的分数，说这游戏“莫名欢欣地奇怪、持续不断地令人担忧，且不声张地聪明，《小小梦魇》给了恐怖游戏一个非常让人欢迎的新奇”。“还行的平台游戏，但同时是个特别新颖的恐怖游戏，《小小梦魇》令人忧虑的意象是绝对值得前来体验的。”PC Gamer以此结论给了78分。
Polygon给予游戏8.5/10的分数，一致认为“《小小梦魇》能进入我的梦中，就因为它足够明亮，足够让我放下防备。游戏虽然在平衡一些基本游戏设计这方面并不是一直都成功。但当灯亮消失的一瞬间，它真的让我回想起我只是个在危险世界的单独小东西。还有，那个有着又长又大的手臂的怪物真的，真的很诡异。”
VideoGamer.com给予游戏9/10的分数，同时表示“《小小梦魇》很恐怖，恐怖到已经钻入你皮肤的程度。游戏中在你耳边的悄悄话让你今晚不会睡得安眠。《小小梦魇》把你还是小孩时害怕的事物再度带回来，并让你知道你现在还是害怕它们。”
开发团队“很明显还有很多我们会想要探索的想法。”
这个游戏在Eurogamer的“2017年50大游戏”列表中位于第28名，而Polygon则是将其列于2017年50个最佳游戏列表中的第27名。IGN则在2017最佳奖项中给此游戏提名“最佳平台游戏”和“最佳艺术指导”。

### 销售
游戏开始发售一个星期后就成了英国所有销售形式中的第四热卖。

### 奖项和提名
| 年份 | 奖项               | 分类           | 结果 | 参考文献      |
| ---- | ------------------ | -------------- | ---- | ------------- |
| 2016 | Gamescom 2016      | 独立奖项       | 獲獎 | [ 26 ]        |
| 2017 | 金摇杆奖           | 最佳视觉设计   | 提名 | [ 27 ]        |
| 2017 | 金摇杆奖           | 最佳音樂       | 提名 | [ 27 ]        |
| 2018 | 第21届D.I.C.E.奖项 | 最佳艺术指导   | 提名 | [ 28 ]        |
| 2018 | NAVGTR奖项         | 动画艺术       | 提名 | [ 29 ] [ 30 ] |
| 2018 | NAVGTR奖项         | 當代藝術指导   | 提名 | [ 29 ] [ 30 ] |
| 2018 | NAVGTR奖项         | 新IP游戏设计   | 提名 | [ 29 ] [ 30 ] |
| 2018 | NAVGTR奖项         | 灯光/材质贴图  | 提名 | [ 29 ] [ 30 ] |
| 2018 | NAVGTR奖项         | 新IP原創音樂獎 | 提名 | [ 29 ] [ 30 ] |
| 2018 | NAVGTR奖项         | 新IP音效使用   | 提名 | [ 29 ] [ 30 ] |

## 衍生作品

### 电视节目
DJ2娱乐企业（DJ2 Entertainment）的德米特里·M·約翰遜（Dmitri M. Johnson）和斯蒂芬·布葛杰（Stephan Bugaj）宣布他们会制作《小小梦魇》的电视节目系列。罗素兄弟也将会参与此系列，而亨利·謝利克则将会负责导演此节目。

### 漫画
《小小梦魇》有个剧情相同的四期漫画，分别由約翰·沙克勒福特（John Shackleford）写作、由亞倫·阿列謝維奇（Aaron Alexovitch）描绘，并由Titan Books发行。其中两期以印刷本和电子书释出。而首两期的硬面精装视觉文学书则在2017年10月尾释出。而第三和四期仍在制作中。

### 手游
在2021年正式续作《小小梦魇2》发布前，官方于2019年发布了竖屏版手机游戏《极小梦魇》。
《极小梦魇》的主角穿着黄色雨衣，不过并非小六。时间线比前传《小小梦魇2》更靠前，是《小小梦魇》的前前传。